# خورشیدگرفتگی ۲۹ اکتبر ۱۸۱۸
خورشیدگرفتگی ۲۹ اکتبر ۱۸۱۸ (به انگلیسی: Solar eclipse of 29 October 1818) یک خورشیدگرفتگی از نوع خورشیدگرفتگی کلی بود. این خورشیدگرفتگی در تاریخ  ۲۹ اکتبر ۱۸۱۸ روی داد که زمان اوج آن، ساعت ۱۷:۰۷:۱۰ به‌وقت ساعت هماهنگ جهانی بوده‌است.  مدت‌زمان و طول این خورشیدگرفتگی ۰۱ دقیقه و ۵۱ ثانیه بود.